# Loossemble
Loossemble (кор. 루셈블; стилізується великими літерами) — південнокорейський дівочий гурт, сформований CTDENM. До складу гурту входять п'ять учасниць: Хьонджін, Йоджін, Віві, Ґо Вон та Хеджу. Вони дебютували 15 вересня 2023 року з синглом «Sensitive» з однойменного мініальбому.

## Назва
Назва гурту «Loossemble» є поєднанням «Loona» та «assemble», що пояснюється агентством — «п'ять учасників Loona, які об'єднуються в одне ціле».

## Кар'єра

### 2023–донині: Представлення й дебют зLoossemble
11 червня 2023 року оголосили, що учасниці Loona, Хьонджін та Віві, підписали контракт з CTDENM після розірвання контрактів з Blockberry Creative. Так само поступили Йоджін, Ґо Вон та Хеджу, а 5 липня CTDEMM підтвердили, що вони підписали контракт з агентством.
31 липня CTDENM оголосили, що квінтет знову дебютує як Loossemble й планує випустити альбом. Через три дні оголосили, що квінтет вирушить у турне Loona Assemble the US Debut Ceremony, яке розпочнеться в США 15 вересня. Турне завершиться «фіналом», після повернення гурту до Південної Кореї.
15 вересня Loossemble дебютували з однойменним мініальбомом.

## Учасниці
| Сценічне ім'я | Сценічне ім'я | Сценічне ім'я | Справжнє ім'я | Справжнє ім'я | Справжнє ім'я | Дата народження             | Позиція в гурті |
| Українською   | Латиницею     | Хангилем      | Українською   | Латиницею     | Хан. / кит.   | Дата народження             | Позиція в гурті |
| ------------- | ------------- | ------------- | ------------- | ------------- | ------------- | --------------------------- | --------------- |
| Хьонджін      | HyunJin       | 현진          | Кім Хьонджін  | Kim Hyunjin   | 김현진        | 15 листопада 2000 (24 роки) | Лідерка         |
| Йоджін        | YeoJin        | 여진          | Ім Йоджін     | Im Yeojin     | 임여진        | 12 листопада 2002 (22 роки) | Макне           |
| Віві          | ViVi          | 비비          | Вон Кахей     | Wong Kahei    | 黃珈熙        | 9 грудня 1996 (28 років)    | —               |
| Ґо Вон        | Go Won        | 고원          | Пак Чевон     | Park Chaewon  | 박채원        | 19 листопада 2000 (24 роки) | —               |
| Хеджу         | HyeJu         | 혜주          | Сон Хеджу     | Son Hyeju     | 손혜주        | 13 листопада 2001 (23 роки) | —               |

## Дискографія

### Мініальбоми
| Назва      | Деталі                                                                                              | Пікові позиції у чартах | Продажі                  |
| Назва      | Деталі                                                                                              | KOR                     | Продажі                  |
| ---------- | --------------------------------------------------------------------------------------------------- | ----------------------- | ------------------------ |
| Loossemble | - Реліз: 15 вересня 2023 - Лейбл: CTDENM, Warner Music - Формати: CD, завантаження музики, стримінг | 6                       | - Південна Корея: 49,702 |

### Сингли
| Назва       | Рік  | Пікові позиції у чартах | Альбом     |
| Назва       | Рік  | KOR DL                  | Альбом     |
| ----------- | ---- | ----------------------- | ---------- |
| «Sensitive» | 2023 | 121                     | Loossemble |

## Відеографія

### Музичні відео
| Назва       | Рік  | Режисер(и)                 | Прим.  |
| ----------- | ---- | -------------------------- | ------ |
| «Sensitive» | 2023 | Jang Gu-sang (Studio Goyu) | [ 10 ] |

## Концерти та тури

### Хедлайнери
| Дата            | Місто               | Країна | Місце                              |
| --------------- | ------------------- | ------ | ---------------------------------- |
| 15 вересня 2023 | Нью-Йорк            | США    | The Theater at MSG                 |
| 20 вересня 2023 | Вашингтон           | США    | The Theater at MGM National Harbor |
| 22 вересня 2023 | Атланта             | США    | Gas South Arena                    |
| 24 вересня 2023 | Чикаго              | США    | Chicago Theatre                    |
| 26 вересня 2023 | Х'юстон             | США    | Smart Financial Centre             |
| 29 вересня 2023 | Форт-Верт           | США    | Will Rogers Auditorium             |
| 2 жовтня 2023   | Денвер              | США    | Bellco Theatre                     |
| 5 жовтня 2023   | Окленд (Каліфорнія) | США    | Paramount Theatre                  |
| 7 жовтня 2023   | Лос-Анджелес        | США    | Kia Forum                          |

## Нагороди і номінації
| Нагорода            | Рік  | Категорія                  | Номінант / Робота | Результат | Прим.  |
| ------------------- | ---- | -------------------------- | ----------------- | --------- | ------ |
| Asia Model Festival | 2023 | New Artist Award in Singer | Loossemble        | Перемога  | [ 12 ] |

## Нотатки
1. 1 2 3  Офіційна позиція в гурті невідома